# الرقمية (مصطلح)
تُستخدم الرقمية (بالإنجليزية: Digitality)‏ (المعروفة أيضاً باسم الرقمانية (بالإنجليزية: digitalism)‏  ) للإشارة إلى حالة العيش في ثقافة رقمية، وهي مشتقة من كتاب نيكولاس نيغروبونتي (أن تكون رقمياً)  قياساً على الحداثة وما بعد الحداثة .

## نظرة عامة
تشمل جوانب الرقمية الاتصال المستمر تقريبًا مع الآخرين عبر الهواتف المحمولة،  الوصول شبه الفوري إلى المعلومات من خلال شبكة الويب العالمية، والموجة الثالثة من تخزين معلومات (حيث يمكن البحث عن أي جزء في النص واستخدامه للتصنيف، على سبيل المثال من خلال محرك البحث جوجل )، والتواصل عبر مدونات الويب والبريد الإلكتروني.
تتضمن بعض الجوانب السلبية للرقمية فيروسات الكمبيوتر والبريد العشوائي .
ومع التكنولوجيا سريعة النمو، يتعلم الأطفال في الأعمار الأصغر سناً التحدث من خلال عالم الإنترنت بدلاً من المحادثة وجهاً لوجه. لقد أصبحوا أكثر معرفة بالوسائل الرقمية ويخلقون ثقافة جديدة يتواصلون من خلالها بشكل أكثر كفاءة عبر الإنترنت مقارنة بما يتواصلون بواسطته شخصياً.

## أنظر أيضاً
- النظرية النقدية
- التفكيكية
- الفلسفة الرقمية
- عصر المعلومات
- ثقافة الانترنت
- التأثير الإعلامي
- الحداثة
- حركة ما بعد الحداثة
- ما بعد الحداثة